# Liste der denkmalgeschützten Objekte in Attersee am Attersee
Die Liste der denkmalgeschützten Objekte in Attersee am Attersee enthält die 15 denkmalgeschützten, unbeweglichen Objekte der oberösterreichischen Marktgemeinde Attersee am Attersee.

## Denkmäler
| Foto |                 | Denkmal                                                                                     | Standort                                            | Beschreibung | Metadaten |
| ---- | --------------- | ------------------------------------------------------------------------------------------- | --------------------------------------------------- | --- | --- |
| ja   | Datei hochladen | Pfarrhof mit Waschküche HERIS-ID: 37555 Objekt-ID: 36739                                    | Abtsdorf 1 Standort KG: Abtsdorf                    | | BDA-Hist.: Q37976128 Status: § 2a Stand der BDA-Liste: 2025-06-30 Name: Pfarrhof mit Waschküche GstNr.: 1917 |
| ja   | Datei hochladen | Kath. Pfarrkirche hl. Laurentius mit Friedhof HERIS-ID: 51996 Objekt-ID: 57854              | Abtsdorf 43, in der Nähe Standort KG: Abtsdorf      | → Hauptartikel : Pfarrkirche Abtsdorf f1 | BDA-Hist.: Q18412227 Status: § 2a Stand der BDA-Liste: 2025-06-30 Name: Kath. Pfarrkirche hl. Laurentius mit Friedhof GstNr.: .54/1, 1310/2 Pfarrkirche Abtsdorf                                                          |
| ja   | Datei hochladen | Station Abtsdorf I-III HERIS-ID: 111765 Objekt-ID: 129775seit 2013                          | Attersee Standort siehe Beschreibung KG: Abtsdorf   | In der Gemeinde Attersee gab es drei prähistorische Pfahlbaustationen, deren Reste sich über die Katastralgemeinden Abtsdorf und Attersee erstrecken. - Die Station Abtsdorf I (Lage) liegt mit einer Größe von 110 × 80 m an einer 3 m tiefen Stelle etwa 200 m vom Westufer des Sees entfernt. Sie ist die größte und jüngste der drei Stationen und war ungefähr von 1500 bis 1000 Jahren vor unserer Zeitrechnung besiedelt. Sie liegt etwa in der Mitte zwischen den Stationen Abtsdorf II im Norden und Abtsdorf III im Süden. - Die Station Abtsdorf II (Lage) liegt mit einer Größe von 105 × 40 m etwa 60 bis 80 m vom Ufer entfernt; sie wurde von einem Steg durch ihre Mitte gestört. Besiedlungszeitraum 4000 bis 3000 vor unserer Zeitrechnung. - Die Station Abtsdorf III (Lage) ist mit 60 × 20 m die kleinste der drei Stationen und war von ungefähr 4000 bis 3000 Jahren vor unserer Zeitrechnung besiedelt. Die Pfahlbaustationen Abtsdorf I und Abtsdorf III sind zwei von insgesamt 111 Pfahlbaustationen im Alpenraum, die 2011 zum UNESCO-Welterbe Prähistorische Pfahlbauten um die Alpen ernannt wurden. | BDA-Hist.: Q37826487 Status: Bescheid Stand der BDA-Liste: 2025-06-30 Name: Station Abtsdorf I-III GstNr.: 1914/1 |
| ja   | Datei hochladen | Ringwallanlage Buchberg HERIS-ID: 43865 Objekt-ID: 44553                                    | Flur Buchberg Standort KG: Abtsdorf                 | Die Ringwallanlage Buchberg erstreckt sich großflächig um den Gipfelbereich des 808 m hohen Buchbergs am Nordende des Attersees über Gebiete der dort zusammentreffenden Gemeinden Attersee (Katastralgemeinden Abtsdorf und Attersee), Berg und St. Georgen. Der etwa 1,1 km lange Wall schließt eine Fläche von 5 ha ein, die Anlage war vermutlich bereits in der Bronzezeit besiedelt. | BDA-Hist.: Q38005248 Status: Bescheid Stand der BDA-Liste: 2025-06-30 Name: Ringwallanlage Buchberg GstNr.: 117/1 |
| ja   | Datei hochladen | Ringwallanlage Buchberg HERIS-ID: 43862 Objekt-ID: 44549                                    | Flur Buchberg Standort KG: Attersee                 | Die Ringwallanlage Buchberg erstreckt sich großflächig auch über die Katastralgemeinde Abtsdorf (siehe dort), und die Nachbargemeinden Berg und St. Georgen im Attergau. | BDA-Hist.: Q38005215 Status: Bescheid Stand der BDA-Liste: 2025-06-30 Name: Ringwallanlage Buchberg GstNr.: 153/1 |
| ja   | Datei hochladen | Station Abtsdorf I-III HERIS-ID: 111766 Objekt-ID: 129776seit 2013                          | Attersee Standort siehe Beschreibung KG: Attersee   | Am Attersee gab es drei prähistorische Pfahlbaustationen, deren Reste sich über die Katastralgemeinden Abtsdorf (siehe dort) und Attersee erstrecken. | BDA-Hist.: Q37826499 Status: Bescheid Stand der BDA-Liste: 2025-06-30 Name: Station Abtsdorf I-III GstNr.: 807/1 |
| ja   | Datei hochladen | Evang. Filialkirche, Martinskirche und Friedhof HERIS-ID: 52026 Objekt-ID: 57984            | bei Hauptstraße 3 Standort KG: Attersee             | Spätgotische, einschiffige Kirche mit neugotischer Einrichtung, die bis 1813 die röm.-kath. Pfarrkirche von Attersee war. Nachdem der bayrischen König die evangelische Pfarre Attersee errichtete, wurde sie eine evangelische Pfarrkirche. | BDA-Hist.: Q19279403 Status: § 2a Stand der BDA-Liste: 2025-06-30 Name: Evang. Filialkirche, Martinskirche und Friedhof GstNr.: 37, 36/1 Martinskirche (Attersee am Attersee)                                             |
| ja   | Datei hochladen | Evangelischer Pfarrhof HERIS-ID: 102591 Objekt-ID: 119037                                   | Hauptstraße 6 Standort KG: Attersee                 | | BDA-Hist.: Q37791018 Status: § 2a Stand der BDA-Liste: 2025-06-30 Name: Evangelischer Pfarrhof GstNr.: 11 |
| ja   | Datei hochladen | Pfarrhof HERIS-ID: 101275 Objekt-ID: 117593                                                 | Kirchenstraße 22 Standort KG: Attersee              | | BDA-Hist.: Q37787340 Status: § 2a Stand der BDA-Liste: 2025-06-30 Name: Pfarrhof GstNr.: 31 |
| ja   | Datei hochladen | Heimathaus HERIS-ID: 101279 Objekt-ID: 117597                                               | Kirchenstraße 30 Standort KG: Attersee              | Das Haus wurde im 18. Jahrhundert auf den Ruinen einer mittelalterlichen Burg errichtet und diente bis 1902 als Volksschule. Heute werden darin Ausstellungen gezeigt und Veranstaltungen abgehalten. | BDA-Hist.: Q37787350 Status: § 2a Stand der BDA-Liste: 2025-06-30 Name: Heimathaus GstNr.: .37 |
| ja   | Datei hochladen | Kath. Pfarrkirche Mariä Himmelfahrt HERIS-ID: 52027 Objekt-ID: 57988                        | Kirchenstraße 30, in der Nähe Standort KG: Attersee | → Hauptartikel : Pfarr- und Wallfahrtskirche Attersee f1 | BDA-Hist.: Q18412222 Status: § 2a Stand der BDA-Liste: 2025-06-30 Name: Kath. Pfarrkirche Mariä Himmelfahrt GstNr.: .38/1 Pfarr- und Wallfahrtskirche Mariä Himmelfahrt (Attersee)                                        |
| ja   | Datei hochladen | Friedhof und Fläche des ehem. karolingischen Königshofes HERIS-ID: 102593 Objekt-ID: 119039 | nahe Kirchenstraße 30 Standort KG: Attersee         | | BDA-Hist.: Q37791035 Status: § 2a Stand der BDA-Liste: 2025-06-30 Name: Friedhof und Fläche des ehem. karolingischen Königshofes GstNr.: .37, 49/2, 53/1, .38/2, .38/3, 50, 51, 52/1, 52/2, 803/4, 36/1 Friedhof Attersee |
| ja   | Datei hochladen | Wehranlage Schloßberg HERIS-ID: 44492 Objekt-ID: 45310                                      | Flur Kohlfeld Standort KG: Attersee                 | Erhalten ist die Erdsubstruktion einer Wehranlage (Burg), gelegen auf einem talnahen Hangsporn auf der Südostseite des Buchbergs. Es gibt keine Beurkundung, die Wehranlage dürfte aber mit der „curtis regia Atarhof“ in einem ursächlichen Zusammenhang stehen. | BDA-Hist.: Q38009289 Status: Bescheid Stand der BDA-Liste: 2025-06-30 Name: Wehranlage Schloßberg GstNr.: 153/1 |
| ja   | Datei hochladen | Ehem. evang. Pfarrhaus HERIS-ID: 101576 Objekt-ID: 117911                                   | Neustiftstraße 1 Standort KG: Attersee              | | BDA-Hist.: Q37788186 Status: § 2a Stand der BDA-Liste: 2025-06-30 Name: Ehem. evang. Pfarrhaus GstNr.: .48/1 |
| ja   | Datei hochladen | Fromingerhaus, ehem. evangelisches Mesnerhaus HERIS-ID: 101617 Objekt-ID: 117953            | Schustergasse 2 Standort KG: Attersee               | Ein typisches Salzburger Einhaus, welches das älteste noch erhaltene Holzhaus in Attersee ist. Das ehemalige Mesnerhaus beinhaltete einst die erste Greißlerei des Ortes. | BDA-Hist.: Q37788192 Status: § 2a Stand der BDA-Liste: 2025-06-30 Name: Fromingerhaus, ehem. evangelisches Mesnerhaus GstNr.: 36/1                                                                                        |